# Plaza del Monte Herzl
La Plaza del Monte Herzl (en hebreo: רחבת הר הרצל) es una plaza ceremonial central ubicada en el Monte Herzl de Jerusalén. La plaza se usa durante la ceremonia de encendido de las antorchas en Israel, que tiene lugar durante la celebración del Día de la Independencia de Israel cada año. En el lado norte de la plaza está la tumba de don Teodoro Herzl, el fundador del sionismo político moderno. La plaza se encuentra en el punto más alto del Monte Herzl en el centro del cementerio nacional. El 18 de abril de 2012, durante los ensayos para la ceremonia del Día de la Independencia, un poste de luz eléctrica cayó al suelo. El poste mató a una mujer soldado e hirió a otros siete militares. La mujer soldado fue enterrada en un cementerio militar cercano.

## Galería

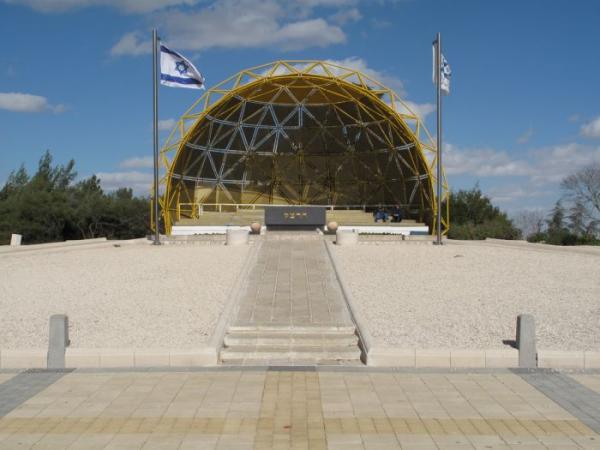
La tumba de don Teodoro Herzl en el lado norte de la plaza.
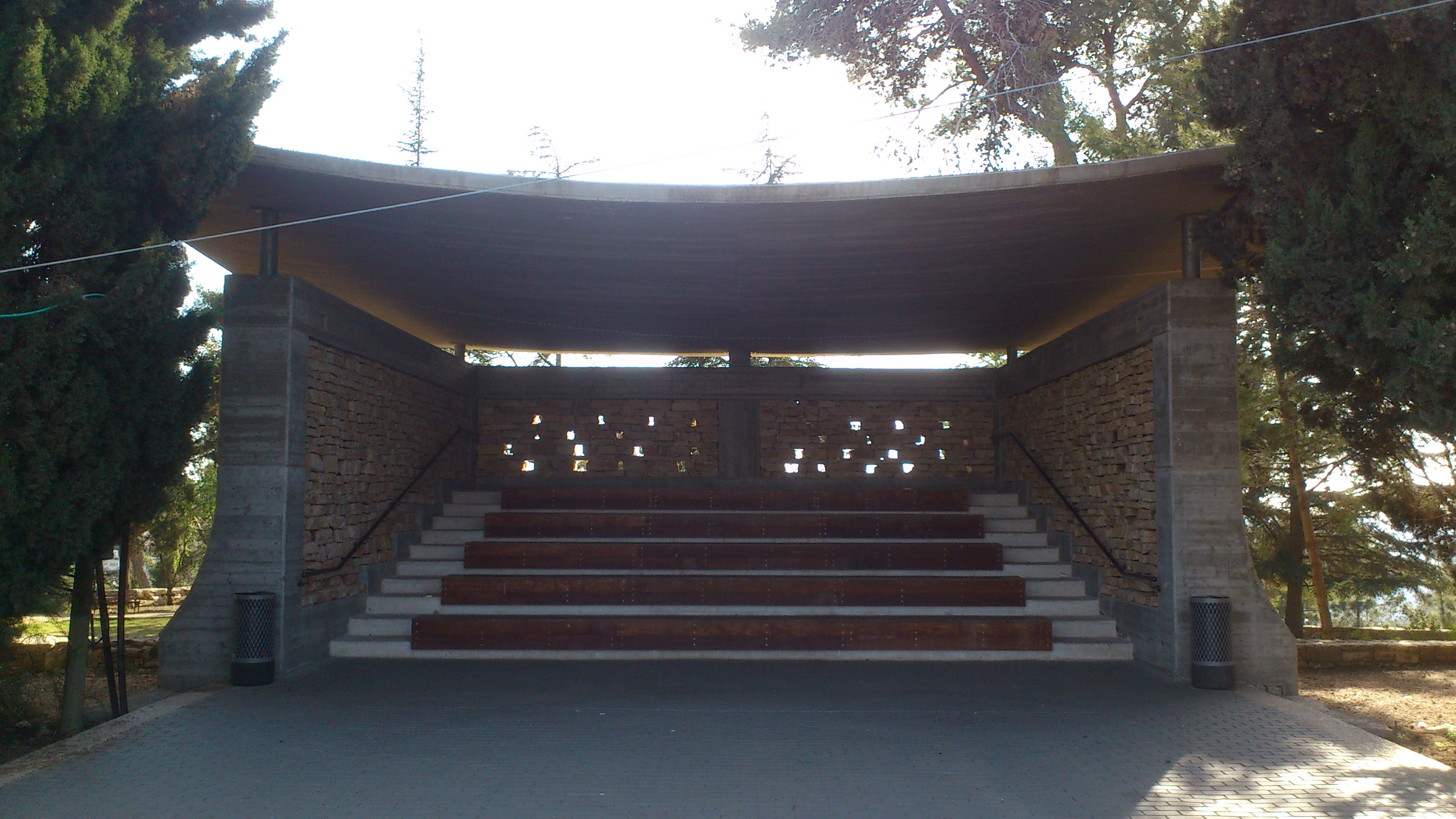
Un cobertizo y observatorio ubicado en el lado sur de la plaza.